# Ursulabergtunnel
Der Ursulabergtunnel ist ein 1180 Meter langer Straßentunnel in Pfullingen im Landkreis Reutlingen. Er wurde 2003 eröffnet und dient als Ortsumgehung der Bundesstraße 312 um Pfullingen. Der Tunnel wurde in offener Bauweise errichtet und verfügt über eine Röhre mit zwei Fahrstreifen sowie drei Notausstiegen. 2016 war er drei Monate lang für Sanierungsarbeiten gesperrt.
Im Süden führt die B 312 nach dem Tunnel in die Gemeinde Lichtenstein und über die Honauer Steige auf die Schwäbische Alb. Das Nordportal ist an die Gemeinde Eningen unter Achalm, die Stadt Reutlingen und den Scheibengipfeltunnel angebunden. Am Nordportal befindet sich außerdem das Zentrum für Bevölkerungsschutz des DRK-Kreisverbands Reutlingen.